# Willy Teirlinck
Willy Teirlinck (Teralfene, 10 augustus 1948) is een voormalig Belgisch wielrenner die beroepsrenner was tussen 1970 en 1986.

## Biografie
Willy Teirlinck nam tien keer deel aan de Ronde van Frankrijk, won 5 Touretappes, en won 95 profwedstrijden in totaal. In 1973 nam Willy Teirlinck het geel in de Ronde van Frankrijk, na ritwinst van de korte ochtendetappe naar Rotterdam. Deze trui speelde hij in de namiddagrit naar Sint-Niklaas weer kwijt aan Herman Vanspringel. Teirlinck won regelmatig door, na een demarrage in de laatste kilometer, alleen aan te komen. In 2013 kwam er een biografie met de titel, Willy Teirlinck, specialist van de laatste kilometer uit, als blijk van deze gave. Na zijn actieve loopbaan werd Teirlinck ploegleider. In Liedekerke vindt jaarlijks de Willy Teirlinck Classic plaats. In 2007 werd hij verkozen tot vijfde schepen van de gemeente Affligem.

## Belangrijkste overwinningen
1971
1e, 3e en 4e etappe Étoile des Espoirs
1972
10e, 16e en 20e (deel B) etappe Ronde van Frankrijk
2e etappe Tour du Nord
1973
Liedekerkse Pijl
5e etappe (deel B) Étoile des Espoirs
1e etappe (deel A) Ronde van Frankrijk
1974
Stadsprijs Geraardsbergen
4e etappe Ronde van Luxemburg
GP Denain
GP Fourmies
1e etappe Étoile des Espoirs
1975
Halse Pijl
3e etappe Ronde van Picardië
 Belgisch nationaal kampioen
1976
2e (deel A) en 4e etappe Ronde van de Aude
GP Pino Cerami
13e etappe Ronde van Frankrijk
1977
1e etappe Étoile des Espoirs
3e etappe Ronde van de Aude
4e etappe Ronde van Picardië
Eindklassement Ronde van Picardië
1978
5e en 10e etappe Ronde van Spanje
Eindklassement Ronde van Picardië
1979
1e en 5e (deel A) etappe Ronde van Aragon
Criterium van Buggenhout
1980
4e etappe Ronde van Duitsland
Halse Pijl
Omloop Hageland-Zuiderkempen
2e etappe Parijs-Bourges
1984
Brussel-Ingooigem
Gullegem Koerse

## Resultaten in voornaamste wedstrijden
| Jaar | Ronde van Italië | Ronde van Frankrijk | Ronde van Spanje |
| ---- | ---------------- | ------------------- | ---------------- |
| 1971 |                  | 74e                 |                  |
| 1972 |                  | 66e (3)             |                  |
| 1973 |                  | 60e (1)             |                  |
| 1974 |                  | 65e                 |                  |
| 1975 |                  | 45e                 |                  |
| 1976 |                  | 67e (1)             |                  |
| 1977 |                  | buiten tijd         |                  |
| 1978 |                  | 38e                 | 25e (2)          |
| 1979 |                  | 56e                 |                  |
| 1980 |                  |                     |                  |
| 1981 |                  | 111e                |                  |
| 1983 |                  |                     |                  |

| Jaar | Milaan-San Remo | Gent-Wevelgem | Ronde van Vlaanderen | Parijs-Roubaix | Amstel Gold Race | Parijs-Brussel | Waalse Pijl | Brabantse Pijl |  | Wereldranglijsten |
| ---- | --------------- | ------------- | -------------------- | -------------- | ---------------- | -------------- | ----------- | -------------- |  | ----------------- |
| 1971 |                 | 93e           |                      | 27e            |                  |                |             |                |  |                   |
| 1972 |                 | 58e           |                      | 4e             | 10e              |                | 18e         |                |  |                   |
| 1973 |                 |               | 15e                  |                |                  | 42e            |             |                |  |                   |
| 1974 |                 |               |                      |                | 9e               | 5e             |             |                |  |                   |
| 1975 |                 |               | 12e                  |                |                  |                |             | 9e             |  |                   |
| 1976 | 24e             | 18e           | 6e                   | 9e             |                  | 12e            | 14e         | 5e             |  |                   |
| 1977 |                 | 5e            | 14e                  | ↑              |                  | 11e            |             | Brons          |  | 21e (SPP)         |
| 1978 |                 |               |                      | 15e            |                  |                |             |                |  |                   |
| 1979 |                 | 7e            | 18e                  | 6e             | 4e               | 6e             | 10e         |                |  | 32e (SPP)         |
| 1980 |                 | 7e            |                      |                | 21e              |                |             |                |  |                   |
| 1981 |                 | 51e           | 12e                  | 29e            |                  | 18e            | 6e          |                |  |                   |
| 1983 |                 |               |                      |                |                  | 20e            |             |                |  |                   |

Wielerploegen van Willy Teirlinck
Abrahamian ·
Aimar ·
Bellone · 
Billard ·
Brouwer (tot 15/04) ·
Catieau · 
Dewaele ·
Jensen (tot 31/03) ·
Graczyk ·
B. Guyot · 
C. Guyot ·
Heintz ·
Hendrickx ·
Hoban ·
Jansen ·
Lapébie ·
Mintkiewicz · 
Ravaleu ·
Rébillard ·
Ricci ·

Riotte ·
Teirlinck ·
Theillière ·
Van de Gehuchte ·
Van Impe ·
Wilhelm
Aimar ·
Bellone · 
Bernard ·
Catieau · 
Demeyer ·
Guyot · 
Hézard ·
Hoban ·
Jansen ·
Lapébie ·
Mintkiewicz · 
Molineris ·
Rébillard ·
Ricci ·
Riotte ·
Sanquer ·
Teirlinck ·
Van de Gehuchte ·
Van Impe ·
Van Ryckeghem
Blain · 
Botherel ·
Buslot ·
Catieau · 
Delchambre ·
Fin ·
Guillaume · 
Guyot · 
Hézard ·
Mintkiewicz · 
Molineris ·
Pustjens · 
Rabaute ·
Rébillard ·
Ricci ·
Riotte ·
Roques ·
Sanquer ·
Teirlinck ·
Van Impe ·
Van Ryckeghem
Besnard · 
Botherel ·
De Cauwer · 
Dillen ·
Guillemot · 
Guyot · 
Hézard ·
Hubschmid ·
Magni ·
Mintkiewicz · 
Riotte ·
Roques ·
Savary · 
Tabak ·
Teirlinck ·
Tollet ·
Van Impe ·
Van Neste ·
Wilhelm ·
Zweifel
Besnard · 
Botherel ·
De Cauwer · 
Dillen ·
Julien ·
Largeau ·
Le Guilloux ·
Martin ·
Martínez ·
Mattioda ·
McVilly ·
Mintkiewicz · 
Noguès ·
Teirlinck ·
Tollet ·
Van Impe ·
Van Neste ·
Wright ·
Hinault (stagiair)
Arbès · 
Ceulen ·
Chalmel ·
Chassang ·
De Temmerman ·
Dillen ·
Hinault · 
Karstens ·
Lapébie ·
Le Guilloux ·
Leleu ·
Martin ·
Mariano Martínez ·
Martin Martínez ·
Mintkiewicz · 
Quilfen ·
A. Santy ·
G. Santy ·
Teirlinck ·
Van Impe · 

Meslet (stagiair)
Arbès · 
Bossis ·
Chalmel ·
Chassang ·
Dillen ·
Fussien ·
Guimard (tot 15/02) ·
Hinault · 
Leleu ·
Martin ·
Meslet ·
Mintkiewicz · 
Quilfen ·
Santy ·
Teirlinck ·
Van Impe ·
Vasseur ·
Villemiane
Arbès ·
Berland ·
Bossis ·
Chalmel ·
Chassang ·
Chaumaz ·
Cluzaud ·
Hinault · 
Meslet ·
Mintkiewicz · 
Moneyron ·
Perin ·
Quilfen ·
Teirlinck ·
Vasseur ·
Villemiane
Arbès ·
Becaas ·
Berland ·
Bernaudeau ·
Bertin ·
Bossis ·
Chalmel ·
Chassang ·
Chaumaz ·
Cluzaud ·
Didier ·
Hinault · 
Jacobs (tot 30/06) · 
Quilfen ·
Teirlinck ·
Villemiane ·
Vincendeau
Godimus · 
Mariotti · 
Messelis · 
Peeters · 
Pirard · 
Teirlinck · 
Van Der Vorst · 
Van Ende · 
Vandeperre